# Chinesische Hochland-Spitzmaus
Die Chinesische Hochland-Spitzmaus (Sorex excelsus) ist eine Spitzmausart aus der Gattung der Rotzahnspitzmäuse (Sorex). Sie kommt im Hochland in Zentral-China in den Provinzen Yunnan, Sichuan, Xizang und Qinghai sowie im angrenzenden Nepal bis in Höhen von 4000 Metern vor.

## Merkmale
Mit einer Kopf-Rumpf-Länge von 6 bis 7,3 Zentimetern und einem Gewicht von etwa 5 bis 10 Gramm zählt die Chinesische Hochland-Spitzmaus zu den mittelgroßen Spitzmausarten. Der Schwanz erreicht eine Länge von 44 bis 51 Millimetern und ist damit kürzer als der Restkörper, der Hinterfuß ist 13 bis 16 Millimeter lang. Die Rückenfärbung ist braun, die Seiten sind sandfarben-braun und die Bauchseite ist grau, wobei die Bauch- und Rückenseite deutlich unterschiedlich gefärbt sind. Der Schwanz ist scharf farblich getrennt zwischen einer braunen Oberseite und einer weißen Unterseite. Die Füße sind weiß bis silbergrau.
| 1 | · | 5 | · | 1 | · | 3 | = 32 |
| 1 | · | 1 | · | 1 | · | 3 | = 32 |

Der Schädel hat eine Gesamtlänge von 18 bis 20 Millimetern und eine Breite von 8,6 bis 9,1 Millimetern mit einem schmalen Rostrum (Schnauzenregion). Wie die meisten Arten der Gattung besitzt die Art im Oberkiefer pro Hälfte einen Schneidezahn (Incisivus) und danach fünf einspitzige Zähne, einen Vorbackenzahn (Praemolar) und drei Backenzähne (Molares). Im Unterkiefer besitzt sie dagegen einen einzelnen Eckzahn (Caninus) hinter dem Schneidezahn. Insgesamt verfügen die Tiere damit über ein Gebiss aus 32 Zähnen. Die Zahnwurzeln sind wie bei den meisten Rotzahnspitzmäusen rot gefärbt. Die ersten beiden einspitzigen Zähne des Oberkiefers sind etwa gleich groß und größer als der dritte und der vierte, die ebenfalls etwa gleich groß sind. Von den sehr ähnlichen S. asper, S. araneus und S. tundrensis unterscheidet sich S. excelsus durch die Größenverhältnisse der einspitzigen Zähne zueinander, in der Größe entsprechen die Zähne etwa denen von S. tundrensis.

## Verbreitung

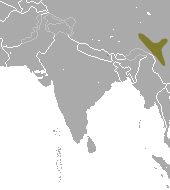
Verbreitungsgebiet (oliv) von Sorex excelsus

Die Chinesische Hochland-Spitzmaus kommt im Hochland in Zentral-China in den Provinzen Yunnan, Sichuan, Xizang und Qinghai sowie im angrenzenden Nepal bis in Höhen von 4000 Metern vor. In Nepal wurde die Art bislang nur in Khumjung nahe der chinesischen Grenze bestätigt.

## Lebensweise
Über die Lebensweise dieser Art liegen wie bei vielen Arten der Gattung nur wenige Daten vor. Die Chinesische Hochland-Spitzmaus ist nur aus dem Hochgebirge aus Bergwaldgebieten bekannt und ist wie Sorex cansulus oder Sorex asper ein Hochgebirgsspezialist. Sie lebt in Waldgebieten und wurde im Süden Qinghais auch entlang von Bachläufen mit gebüschigen Ufern und feuchtem Boden gefunden.
Wie alle Spitzmäuse ernährt sich auch diese Art von wirbellosen Tieren, vor allem Insekten. Über die Fortpflanzung liegen keine Beobachtungen vor.

## Systematik
Die Chinesische Hochland-Spitzmaus wird als eigenständige Art innerhalb der Gattung der Rotzahnspitzmäuse (Sorex) eingeordnet, die aus etwa 80 Arten besteht. Die wissenschaftliche Erstbeschreibung stammt von G. M. Allen aus dem Jahr 1923, der ein Individuum aus der Umgebung von Shangri-La in der Provinz Yunnan aus fast 4000 Metern Höhe beschrieb. Die Art wurde teilweise S. araneus als Unterart zugeordnet. Innerhalb der Gattung wird die Art der Untergattung Sorex eingeordnet und der S. tundrensis-Gruppe zugewiesen, obwohl sie genetisch nicht nahe miteinander verwandt sind.
Innerhalb der Art werden neben der Nominatform Sorex excelsus excelsus keine weiteren Unterarten unterschieden.

## Bedrohung und Schutz
Die Chinesische Hochland-Spitzmaus wird von der International Union for Conservation of Nature and Natural Resources (IUCN) trotz seltener Sichtungen aufgrund des relativ großen Verbreitungsgebietes und der angenommenen großen Bestände als nicht gefährdet (least concern) eingeordnet. Potenzielle bestandsgefährdende Bedrohungen sind nicht bekannt.

## Belege
1. 1 2 3 4 5 6 7  
Robert S. Hoffmann, Darrin Lunde: Chinese Highland Shrew. In: Andrew T. Smith, Yan Xie: A Guide to the Mammals of China. Princeton University Press, Princeton NJ 2008, ISBN 978-0-691-09984-2, S. 316.
2. 1 2 3 4  
Sorex excelsus in der Roten Liste gefährdeter Arten der IUCN 2013.2. Eingestellt von: S. Molur, 2008. Abgerufen am 1. Januar 2014.
3. 1 2 3 4  
Sorex excelsus. In: Don E. Wilson, DeeAnn M. Reeder (Hrsg.): Mammal Species of the World. A taxonomic and geographic Reference. 2 Bände. 3. Auflage. Johns Hopkins University Press, Baltimore MD 2005, ISBN 0-8018-8221-4.